# 岩田有未
岩田 有未（いわた ゆみ、1978年2月28日 - ）は、元東日本放送 (KHB) のアナウンサー。

## 来歴
東京都立川市出身。ただし活動初期においては、東日本放送公式サイト内のプロフィールページに「出身地：埼玉県大里郡」と記していたことがある。
淑徳大学国際コミュニケーション学部文化コミュニケーション学科卒業。大学在学時にはテレビ朝日アスクにも通っていた。
大学を卒業後、2001年4月に東日本放送に入社。2009年6月に退社するまで同局のアナウンサーを務めていた。
在職中の2003年11月、第2回ANNアナウンサー賞の「原稿のないもの部門」で奨励賞を受賞した。選考対象となったのは、当時司会を務めていた『うじきつよしのワンダーポケット』であった。
退社直後の2009年7月にはせんだいメディアテークで行われた東北大学主催講演の司会を、2015年11月には母校・淑徳大学で行われた記念祝賀会の司会をそれぞれ務めている。

## 担当番組

### テレビ番組
- 八波一起のTVイーハトーブ - リポーター
- うじきつよしのワンダーポケット（2002年 - 2004年） - MC
- ヒューマンバラエティ 日曜のマゼラン（2004年 - 2005年） - 司会
- 週刊ことばマガジン（2005年 - 2007年）
- スーパーJチャンネルみやぎ（2005年 - 2009年） - 金曜キャスター、「岩田有未のまちナビ」リポーター[6]
- KHBニュース

### テレビアニメ
- 飛び出せ！ぐりりの大冒険 - ぐりり 役（声優出演）